# Lista Grundmanna
Lista Grundmanna – zaszyfrowany spis składnic dóbr kultury, które władze hitlerowskie urządzały od 1942 na terenie Dolnego Śląska, celem zabezpieczenia skarbów historii przed zniszczeniami wojennymi, np. w drodze alianckich bombardowań poszczególnych miast III Rzeszy.

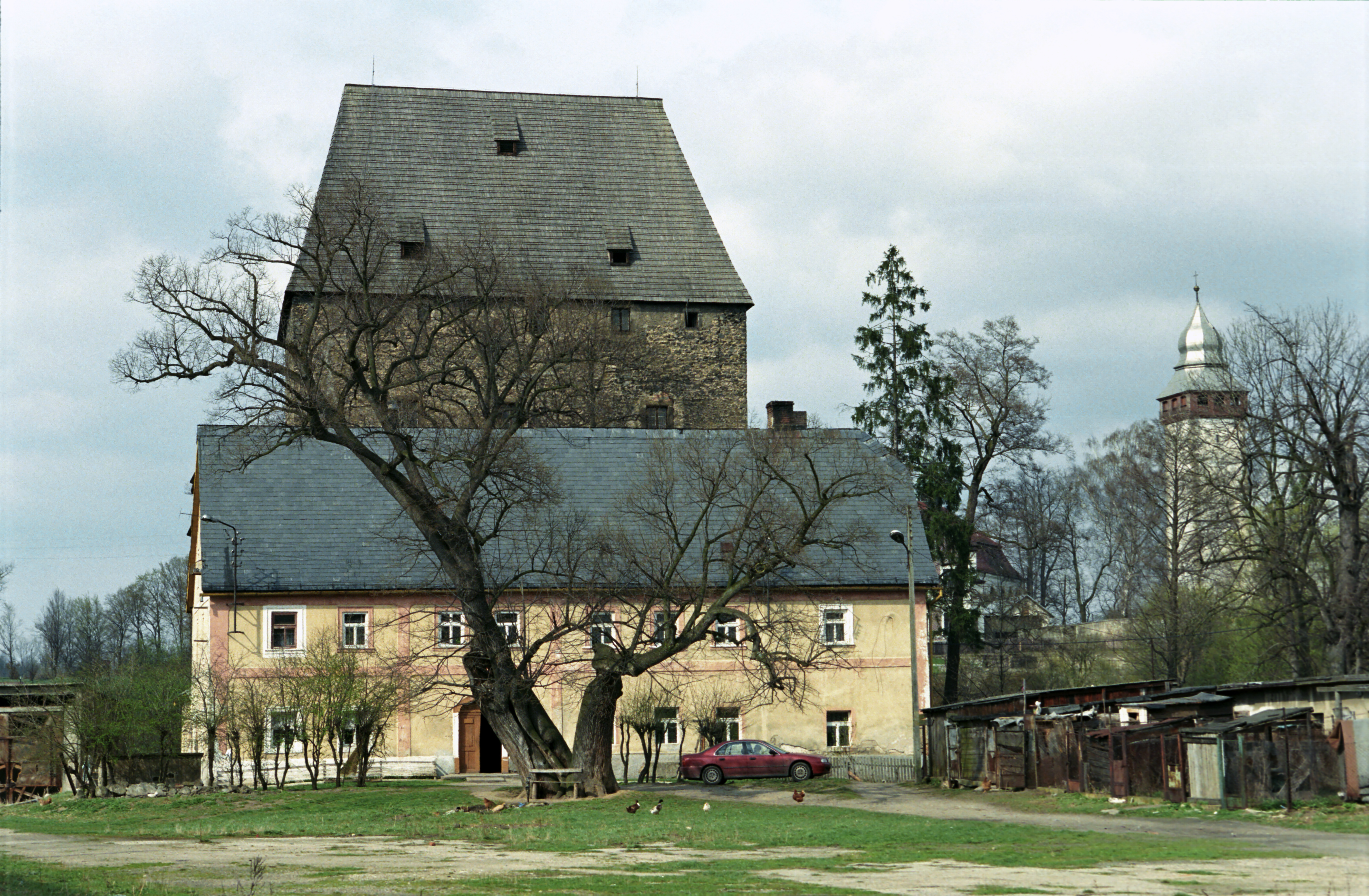
Wieża Rycerska w Siedlęcinie – jedna ze skrytek na Liście (umieszczono tu zbiory Urzędu Konserwatorskiego z Berlina i Wrocławia)

Listę sporządził Günther Grundmann – niemiecki historyk sztuki i konserwator, który przebywał na Dolnym Śląsku od 1932 i poznał dużą część tutejszych miłośników sztuki. Na liście (która kończy się na 21 czerwca 1944) znajdowało się około 80 miejsc na terenie Dolnego Śląska – kościołów, pałaców, piwnic, sztolni, wyrobisk i innych obiektów. Jedynym miejscem na liście poza Dolnym Śląskiem był pałac w Prudniku, który znajduje się na Górnym Śląsku. Nie mając dokładnego rozeznania, jakie prace znajdują się w rękach poszczególnych kolekcjonerów, twórca listy rozesłał do 250 osób znanych z posiadania cennych zbiorów, prośbę o podanie spisu szczególnie cennych zabytków, które chcieliby oni ocalić od dewastacji. Odpowiedziało 160 osób. Kolekcjonerzy wytypowali 552 obrazy, 90 rzeźb, 373 meble, grafiki i kilka tysięcy przedmiotów rzemieślniczych.
Spis, odnaleziony po wojnie w gruzach Urzędu Konserwatorskiego we Wrocławiu, rozszyfrował Józef Gębczak, polski historyk sztuki. Po wojnie wszystkie miejsca z listy Grundmanna odwiedziła polska komisja rewindykacyjna Ministerstwa Kultury i Sztuki pod przewodnictwem Witolda Kieszkowskiego (tzw. Komisja Kieszkowskiego) – dyrektora Naczelnej Dyrekcji Muzeów. Skrytki w części nie były już kompletne. Przypuszcza się, że po 21 czerwca 1944, Grundmann wykonał jeszcze ok. 100 dodatkowych skrytek, których spis nie dochował się do naszych czasów.